# Керамика индейцев

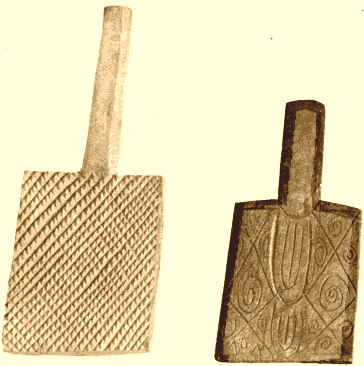
Лопатки для штампования керамики, племя чероки

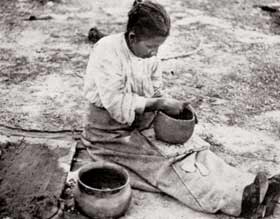
Гончар из племени катоба за работой, фото 1908 года

Традиция изготовления керамики у индейцев как Северной, так Центральной и Южной Америки возникла задолго до контакта с европейцами, а местные стили керамики были весьма разнообразными. При этом ни одна доколумбова культура не имела гончарного круга (что можно связать с отсутствием у индейцев колеса). По этой причине все известные археологам и этнографам виды индейской керамики вылеплены вручную с использованием ряда традиционных технологий: скульптурного моделирования, лепки по форме или каркасу, лепки из глиняного шнура, формовки лопаткой. Помимо керамических сосудов, различные индейские культуры изготавливали также глиняные статуэтки, маски, другие ритуальные предметы.

## Технологии

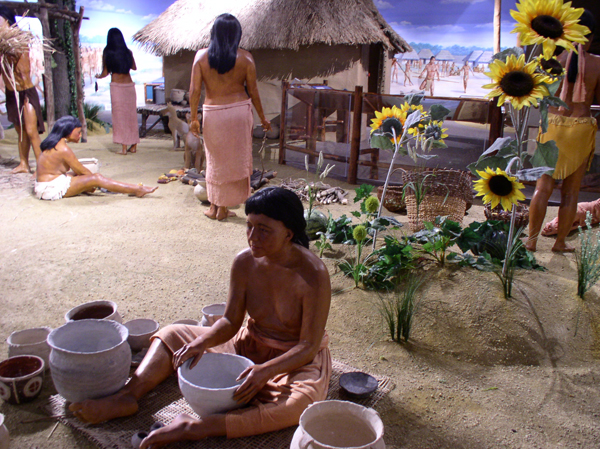
Диорама в музее Эйнджел-Маундз, изображающая изготовление керамики индейцами миссисипской культуры

### Глиняный шнур (восток совр. США)
Процедура изготовления керамики из глиняного шнура на востоке США больше зависела от подготовки глины, чем на западе. Женщины обычно часами смешивали глину с толчёными морскими раковинами, песком, растительными материалами и другими добавками для обжига, пока не достигалась нужная консистенция; затем смесь прощупывали деревянными клиньями, чтобы не допустить образования воздушных и водных карманов, которые могли бы привести к растрескиванию керамики во время обжига. Затем они готовили глиняный блин, который служил основанием сосуда. После этого женщина-гончар накладывала друг на друга глиняные «колбаски» и тщательно притирала их друг к другу, добиваясь равномерной толщины сосуда и ровной поверхности. В конце этой процедуры заготовка сосуда простукивалась палочкой для придания сосуду окончательной формы.
Американские индейцы не использовали закрытых печей для обжига; вместо этого готовый для обжига сосуд помещали в неглубокую яму, накрывали слоем древесины и поджигали её; После обжига поверхность сосудов полировалась специальным камнем.
Такая трудоёмкая процедура изготовления превращала керамические изделия в предметы роскоши.

## Шедевры керамического искусства
Исследователи индейской керамики сталкиваются с двумя проблемами. Первая состоит в том, что в прежние годы (а на территории Латинской Америки нередко и в настоящее время) раскопки ведутся неграмотно, культурные слои перемешиваются, что чрезвычайно затрудняет датировку и культурную классификацию произведений керамики. Вторая проблема связана с предыдущей и состоит в существовании обширного чёрного рынка артефактов индейских культур, в связи с чем многие раскопки ведутся нелегально, по заказу клиентов данного рынка, и добытые «чёрными археологами» произведения индейского искусства становятся известными исследователям лишь случайно, в отрыве от контекста раскопок.
Изделия доколумбовой керамики являются предметом гордости коллекций многих музеев. Среди наиболее примечательных образцов можно отметить:
- керамику древних пуэбло (культуры анасази и могольон на юго-западе США (регион Четыре Угла), а также последовавшая за ними керамика Рио-Гранде и керамика современных пуэбло (юг США и север Мексики);
- керамика культуры майя на юге Мексики, Гватемалы и Белиза.

Менее известны традиции региона Пакиме на севере Мексики и доисторическая керамика культуры Кокле из провинции Кокле в Панаме.

## Современная индейская керамика
Ряд современных индейских культур продолжают развивать традиционные технологии изготовления керамики, производя её как для собственных нужд, так и для коллекционеров. Одним из наиболее распространённых видов сосудов в Северной и Центральной Америке является «олья», исп. olla — сосуд без глазировки сферической формы с широким устьем. Традиция изготовления «олья» существует уже более 1000 лет, хотя и адаптирована к современным технологиям (в частности, использованию гончарного круга).
Среди известных современных индейских гончаров заслуживают упоминания: Джозеф Одинокий Волк (Joseph Lonewolf), Нампейо, Мария Монтойя Мартинес и её супруг Хулиан Мартинес, Сара Фина Тафойя, Тэмми Гарсиа, Хуан Кесада из Мата-Ортис, Марвин Блэкмор и Ал Квойявама.

## Галерея изображений

### Северная Америка

Североамериканская керамика
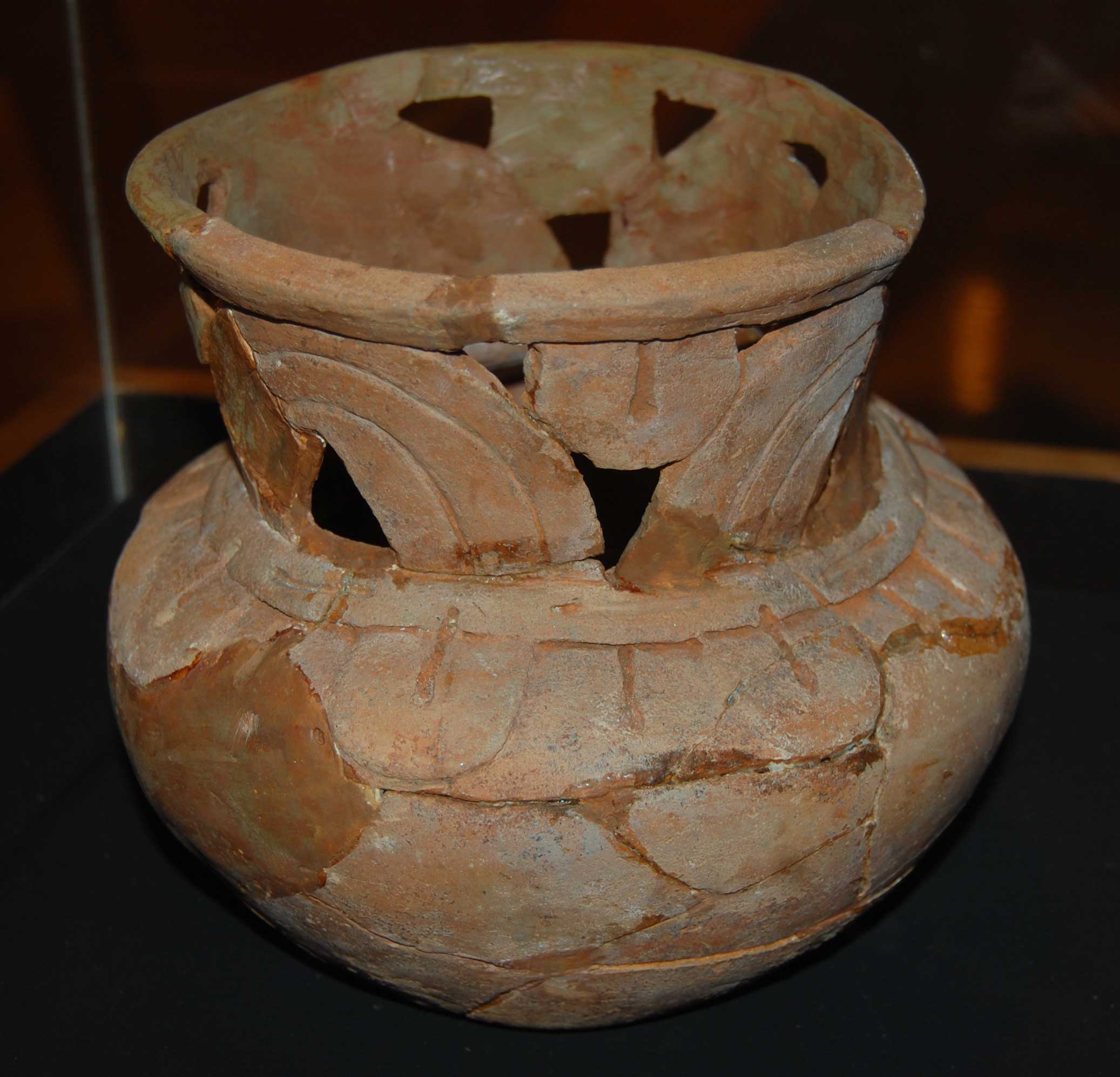
Сосуд из Коломоки
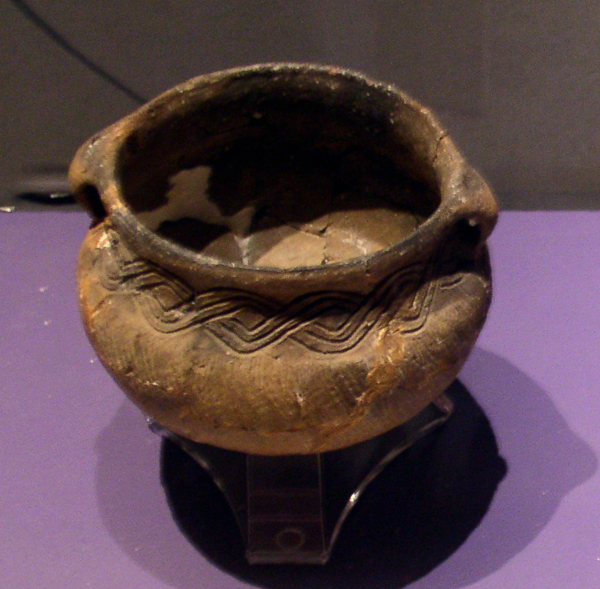
Сосуд из Форт-Эйншент, Огайо
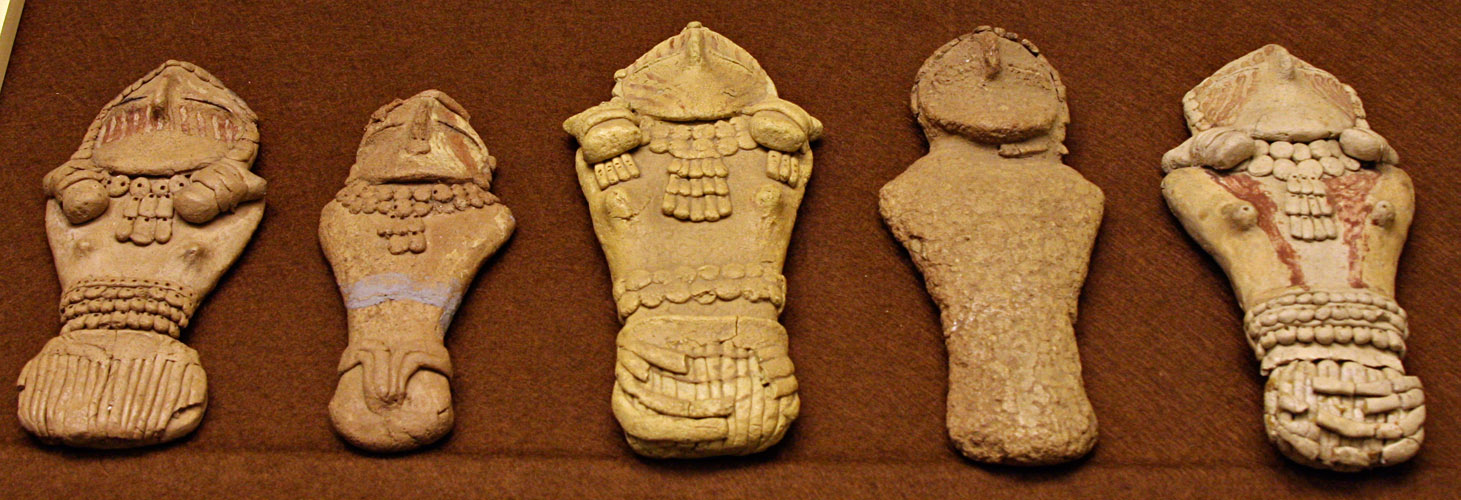
Статуэтки Фремонтской культуры
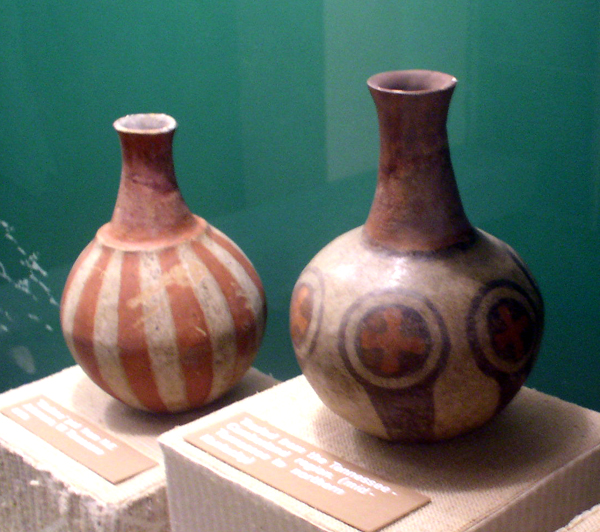
Индейская керамика, найденная в Маундвиле
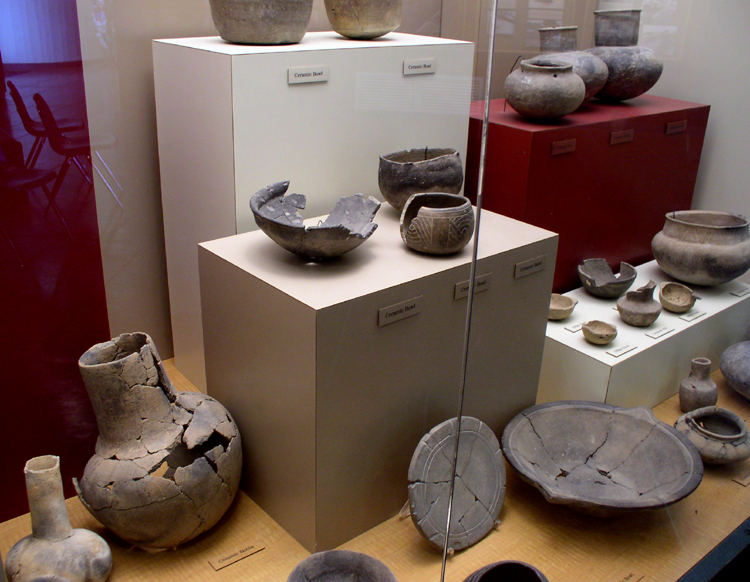
Керамика из Уинтервиля
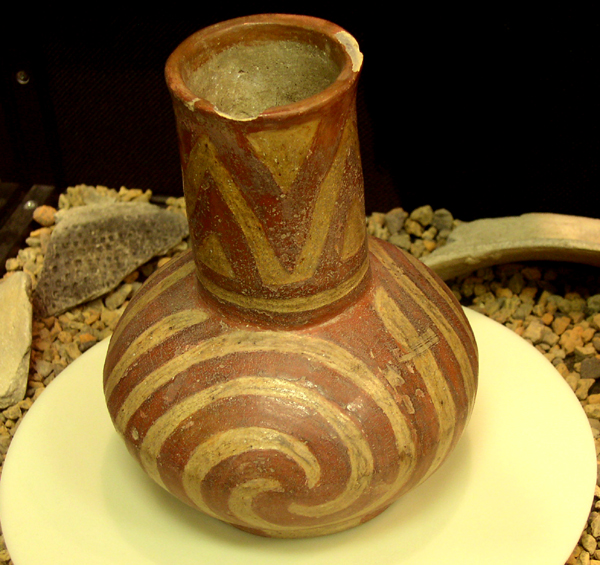
Погребальный сосуд, Паркин-парк
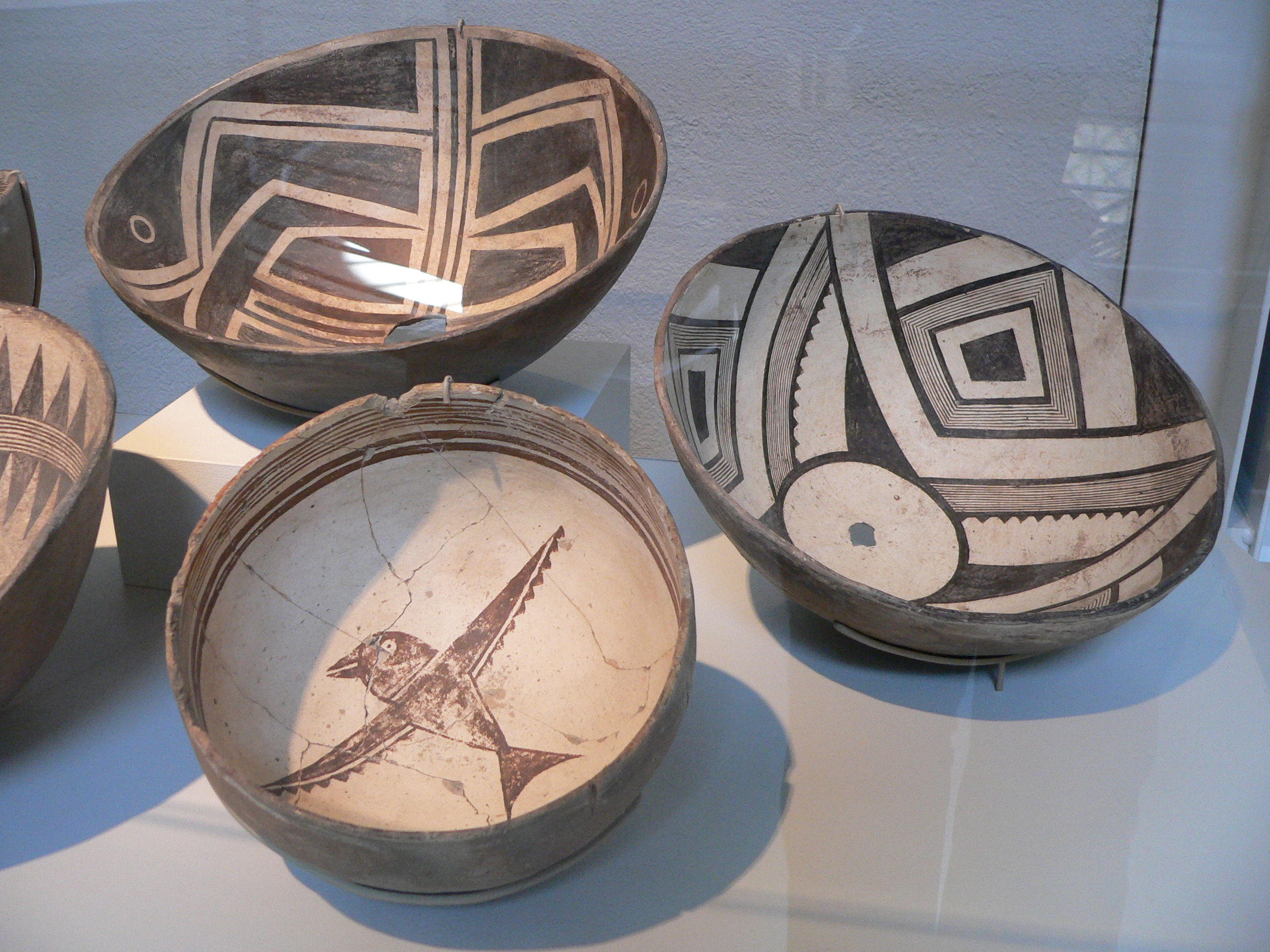
Чаши культуры Мимбрес в Стэнфордском университете
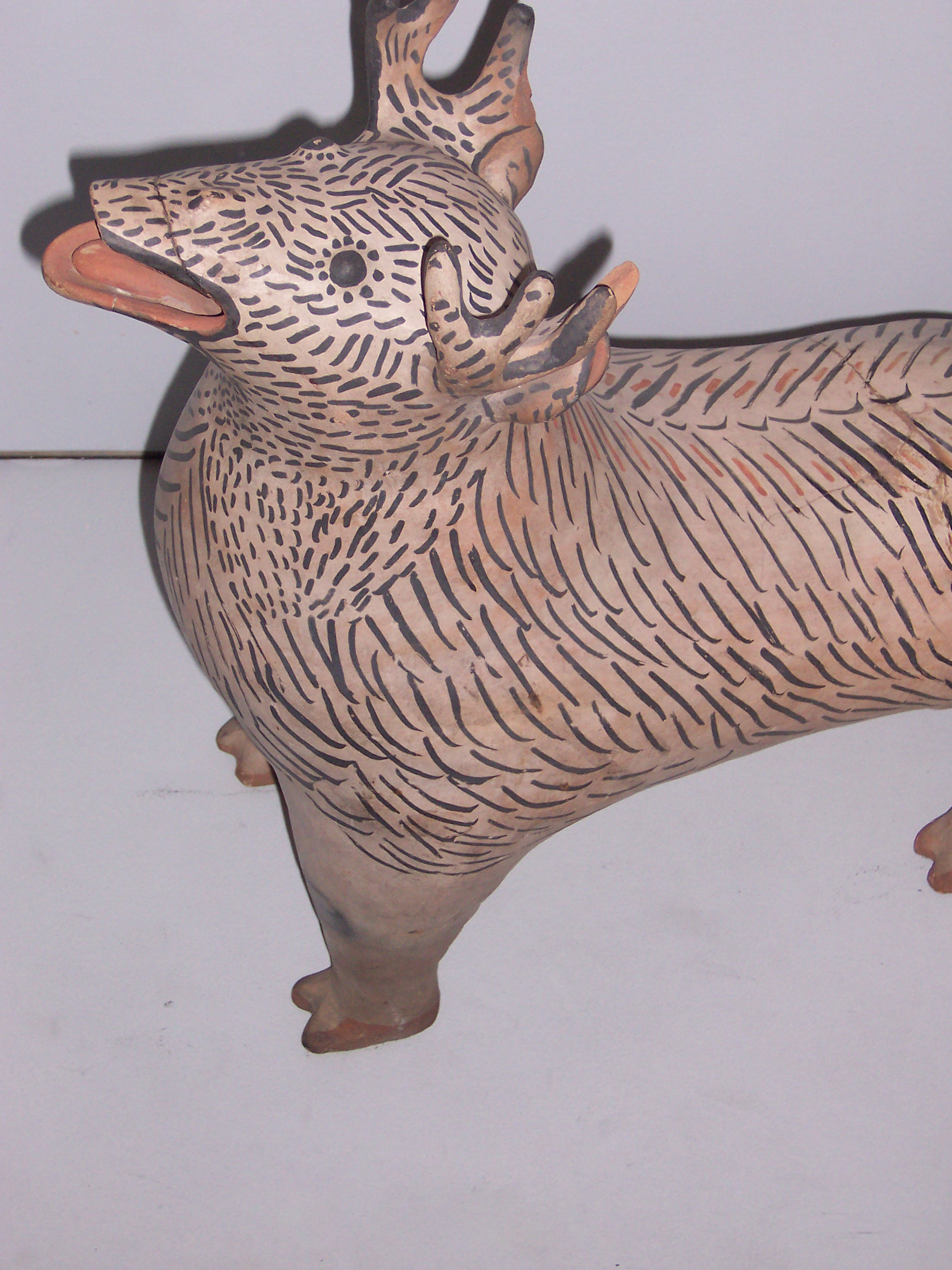
Статуэтка в виде оленя. Искусство пуэбло, Кочити, штат Нью-Мексико
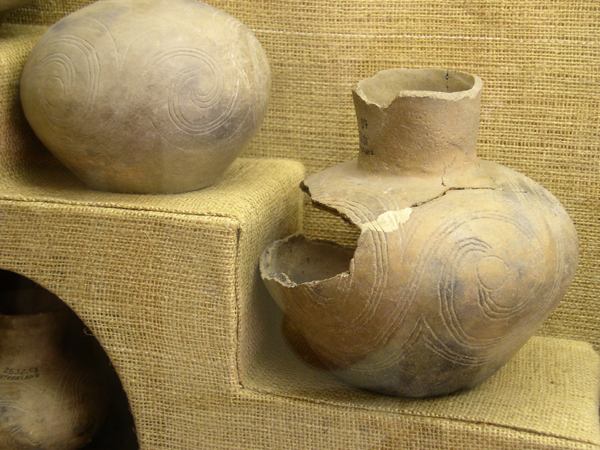
Керамика из Большой деревни Натчез, культура Плакемин
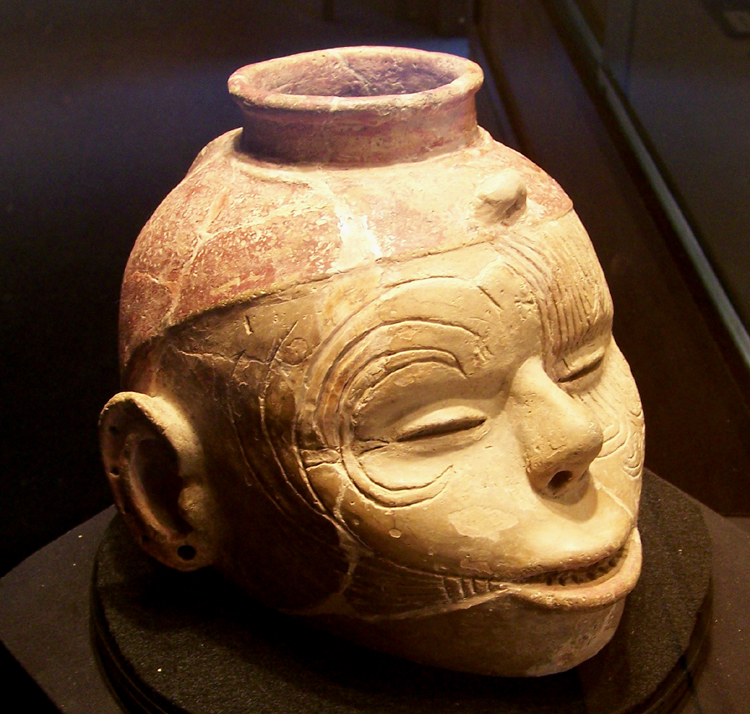
Сосуд в виде головы. Миссисипская культура
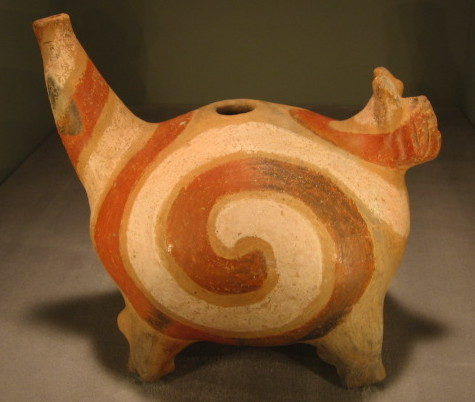
Кувшин в виде Подводной пантеры. Миссисипская культура
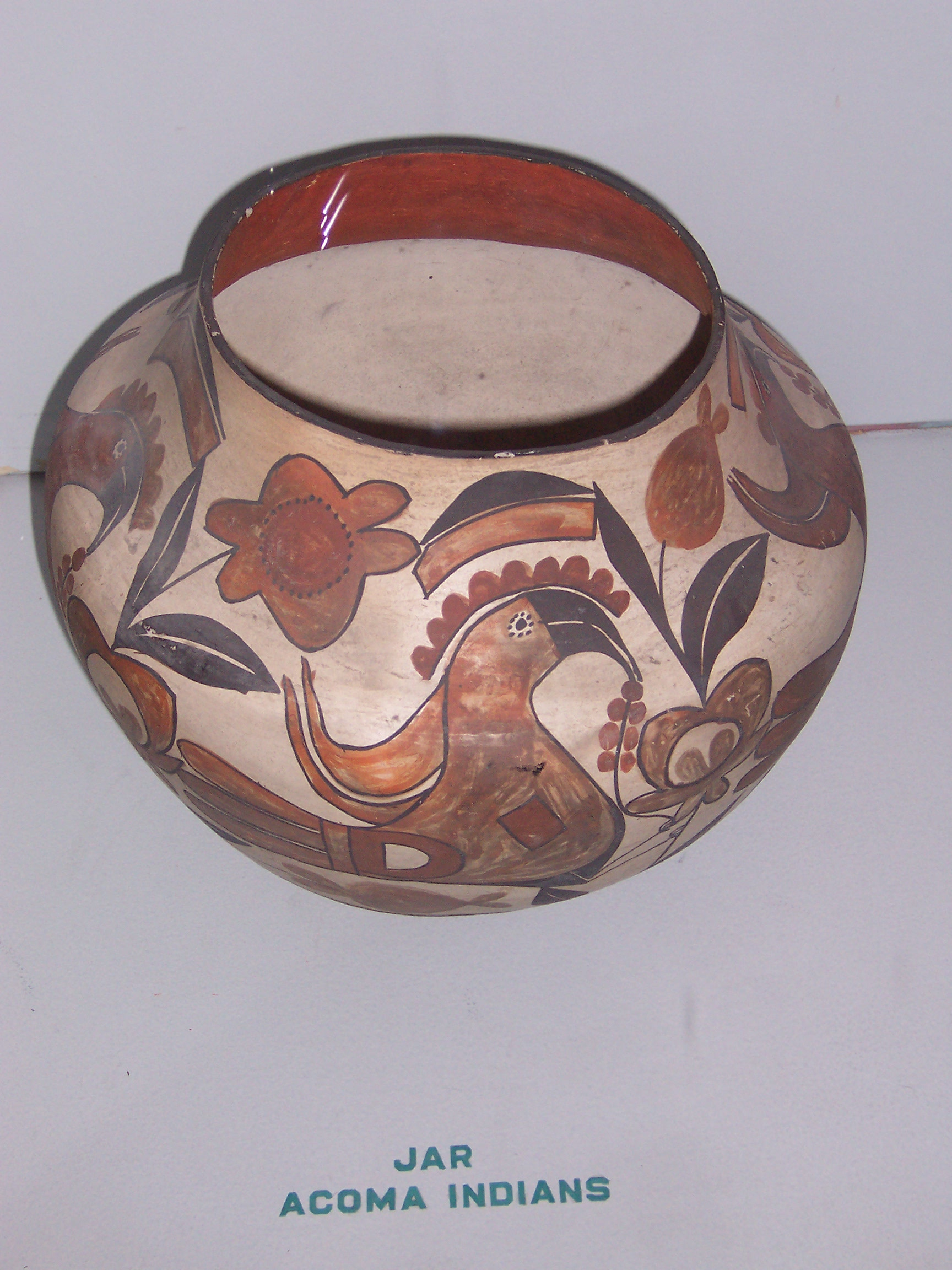
Керамика из Акома-Пуэбло, XIII век.
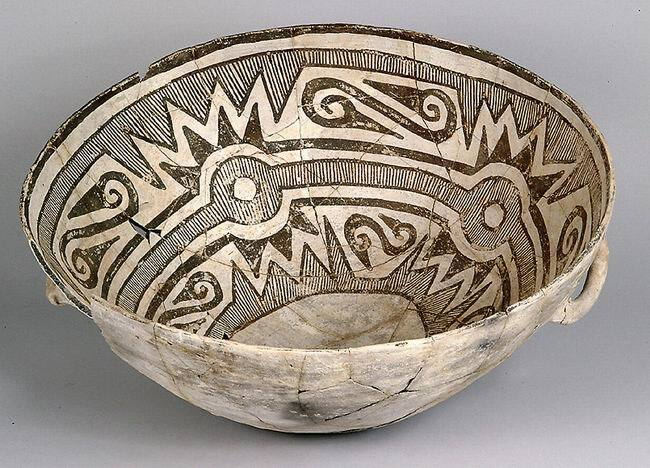
Сосуд из Чако-каньона
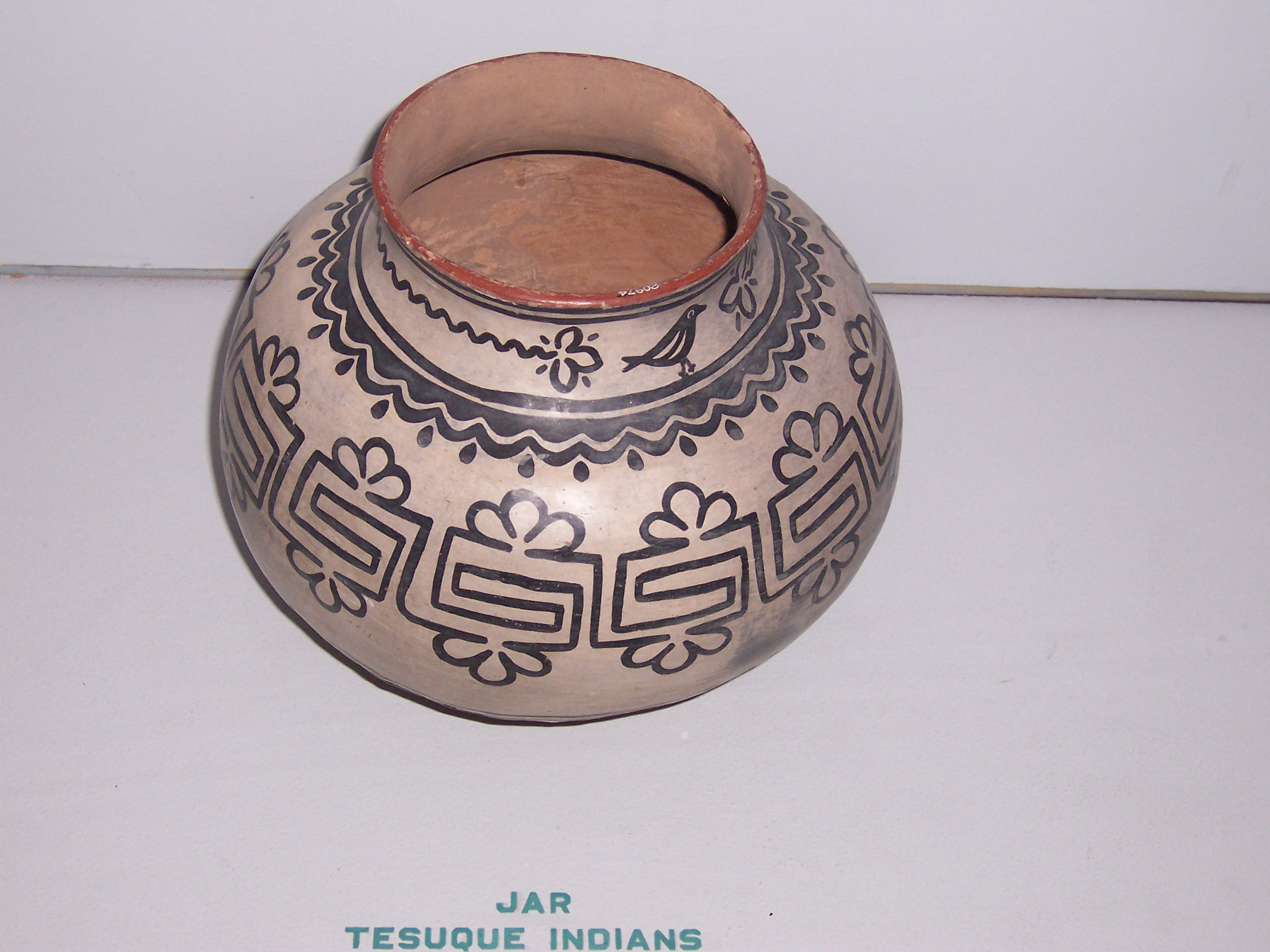
Керамика из Тесуке-Пуэбло, XIII век.
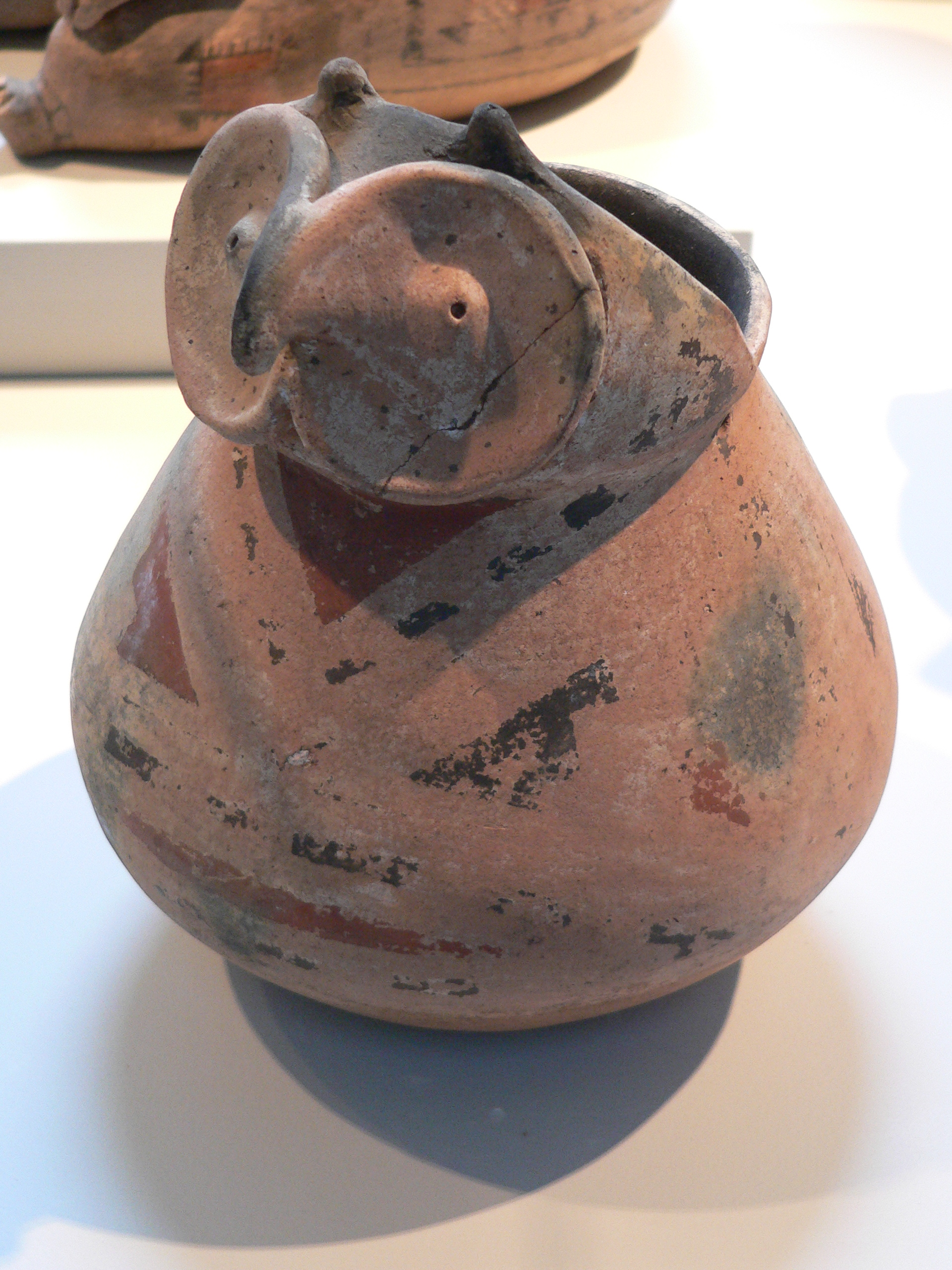
Сосуд из Пакиме.
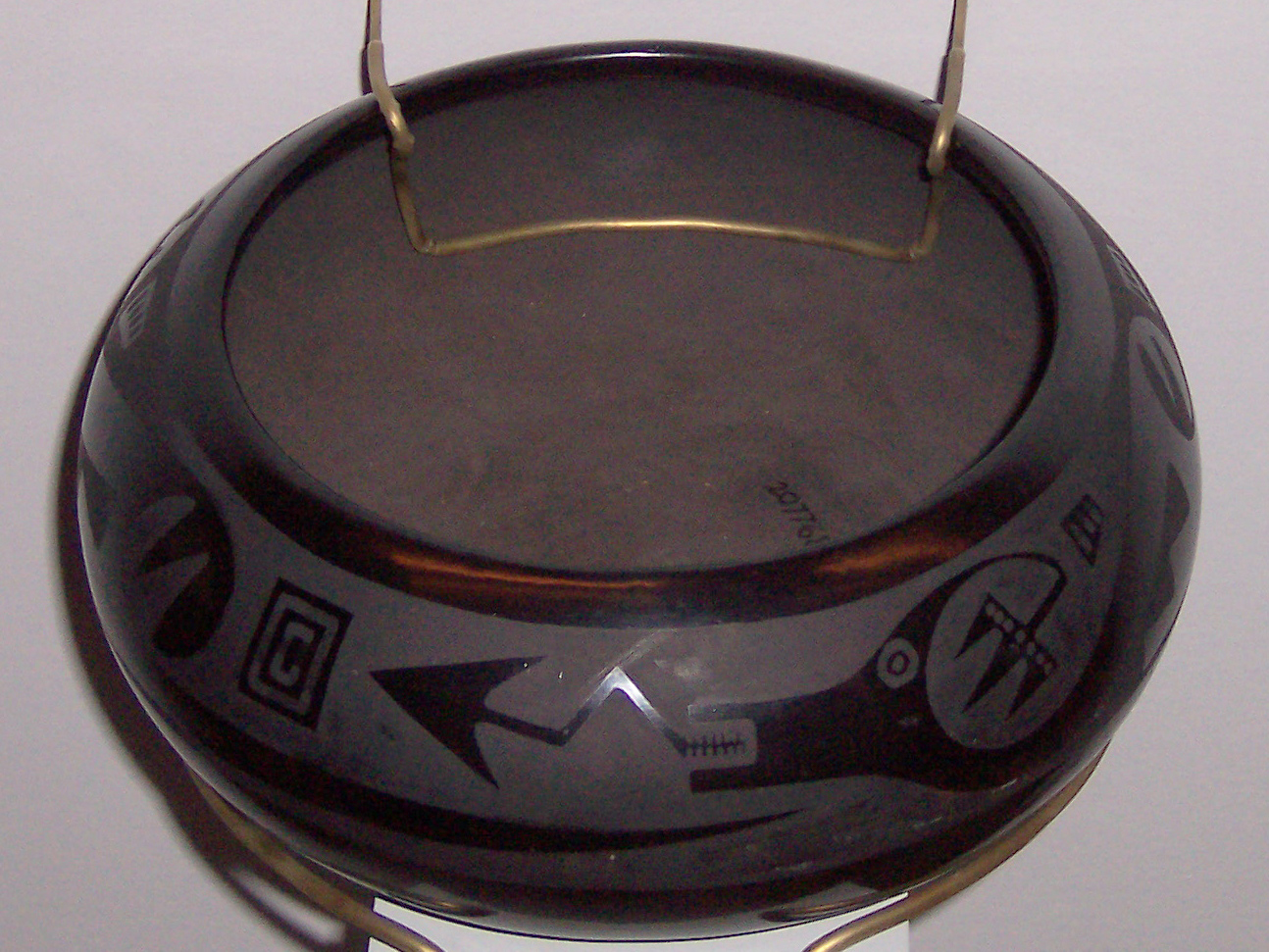
Керамика «чёрным по чёрному», пуэбло Сан-Ильдефонсо

### Центральная Америка

Центральноамериканская керамика
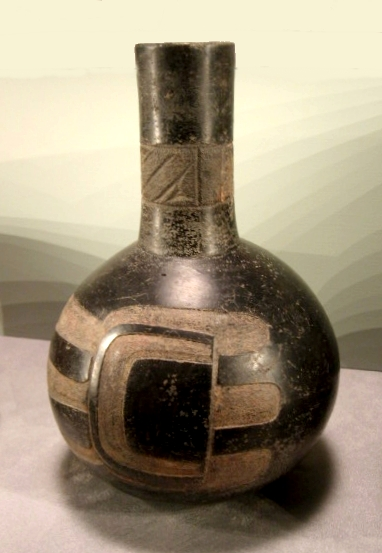
Ольмекский сосуд
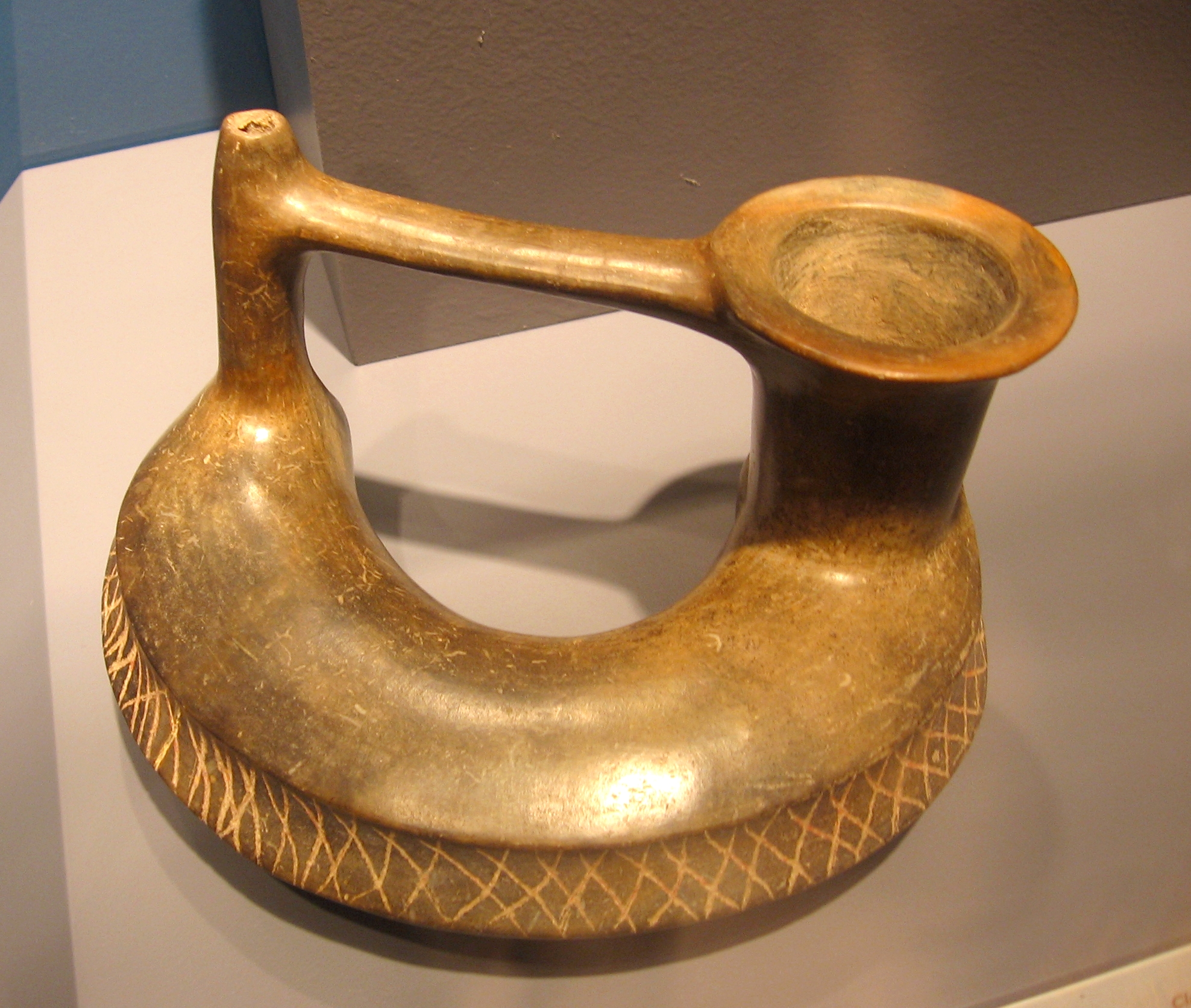
Сосуд из Трес-Сапотес, начало н. э., эпиольмеки.
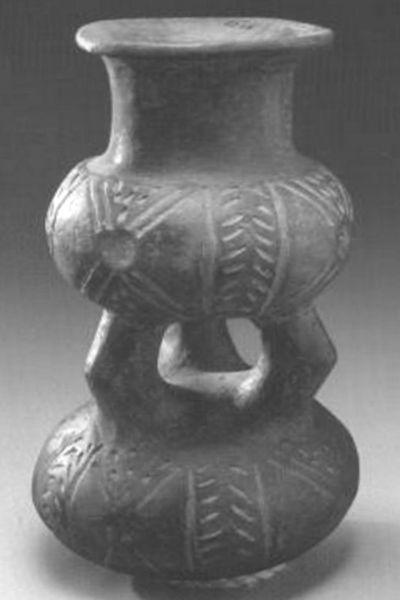
Амфора культуры Капача
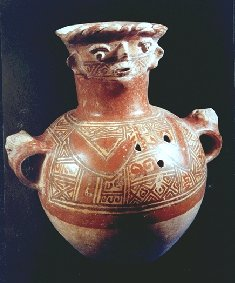
Погребальная урна. Майя
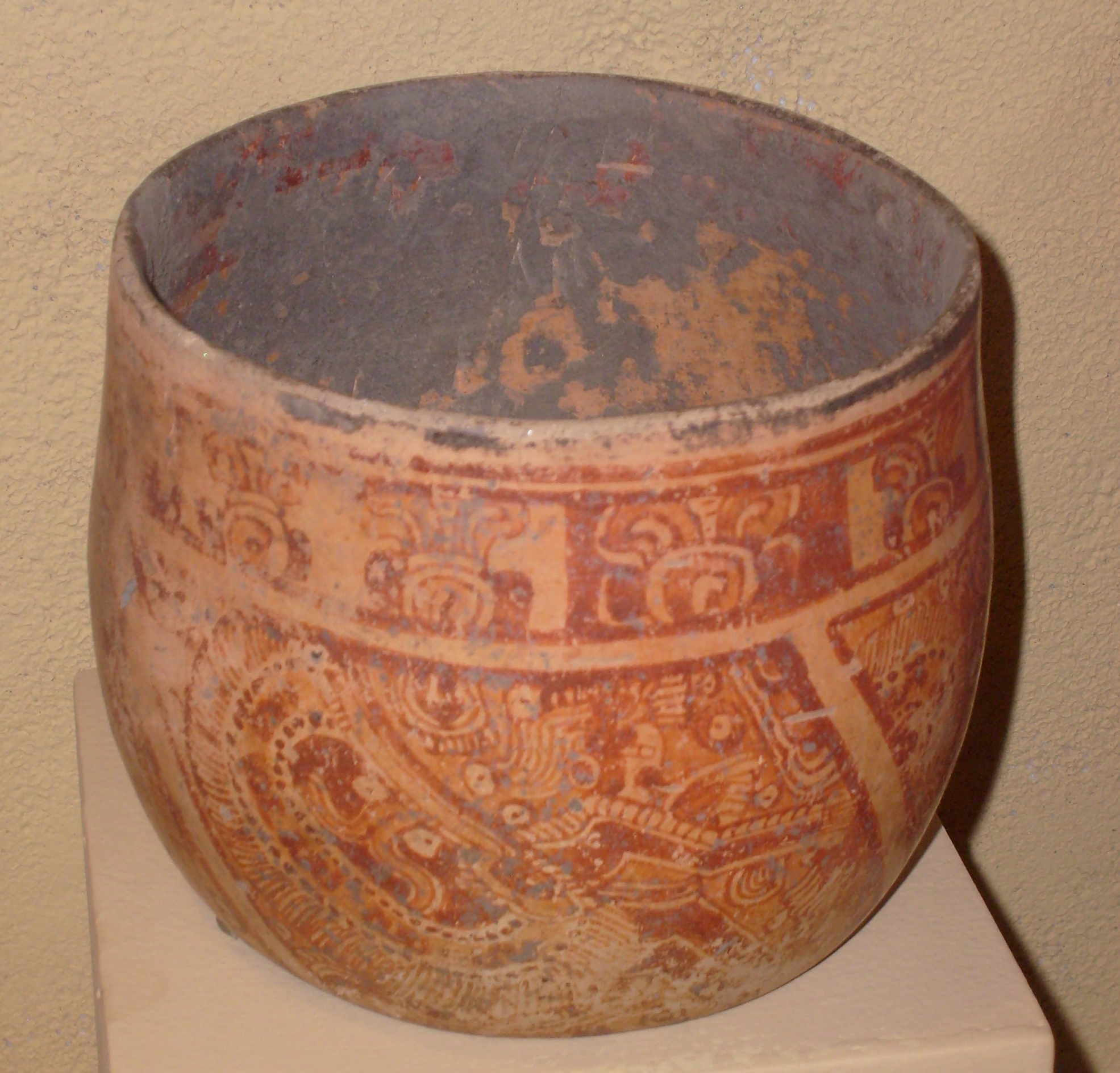
Роспись на амфоре, майя, 7—9 вв., Копан, Гондурас
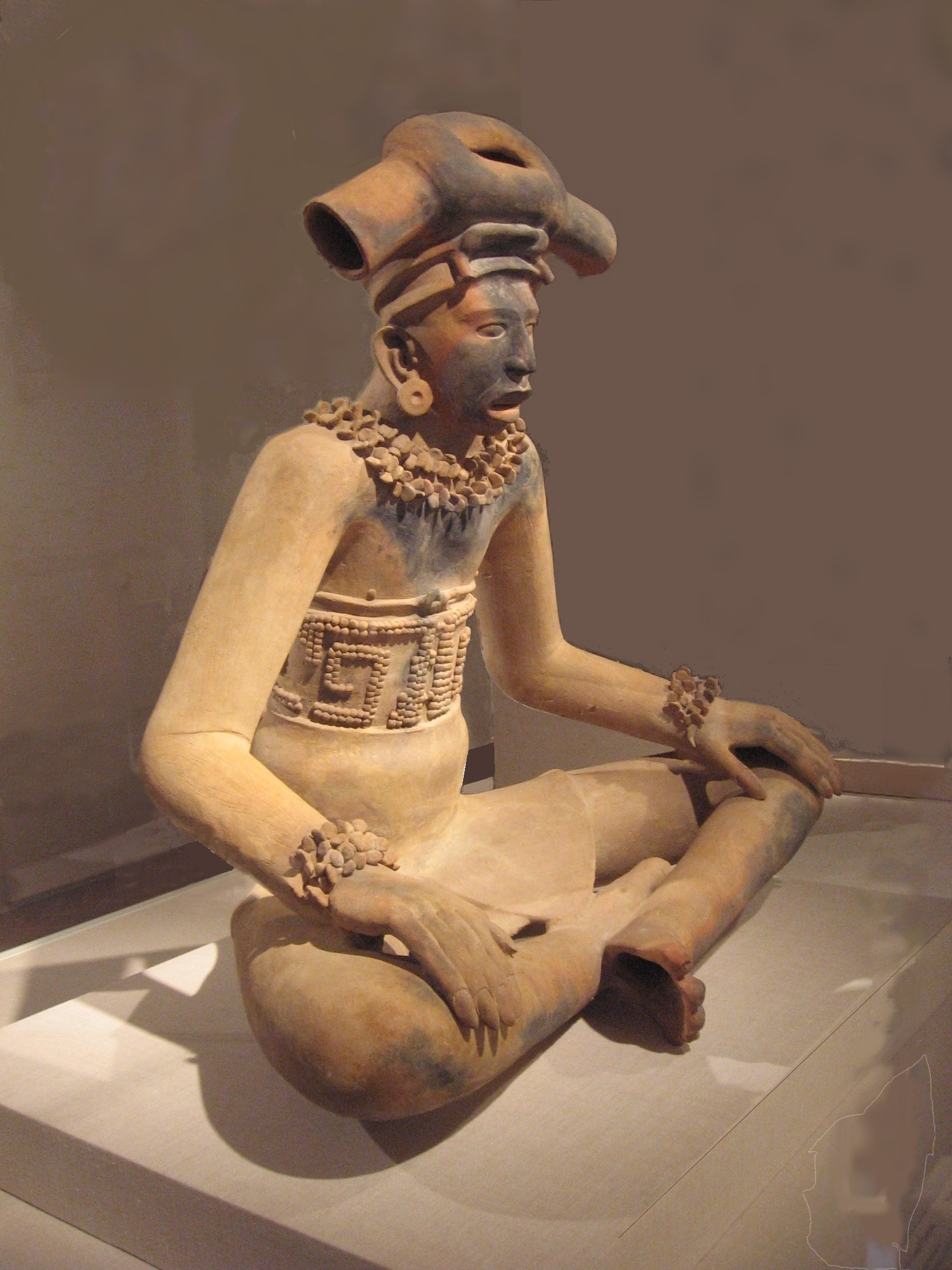
Молодой вождь, терракота, Ремохадас.
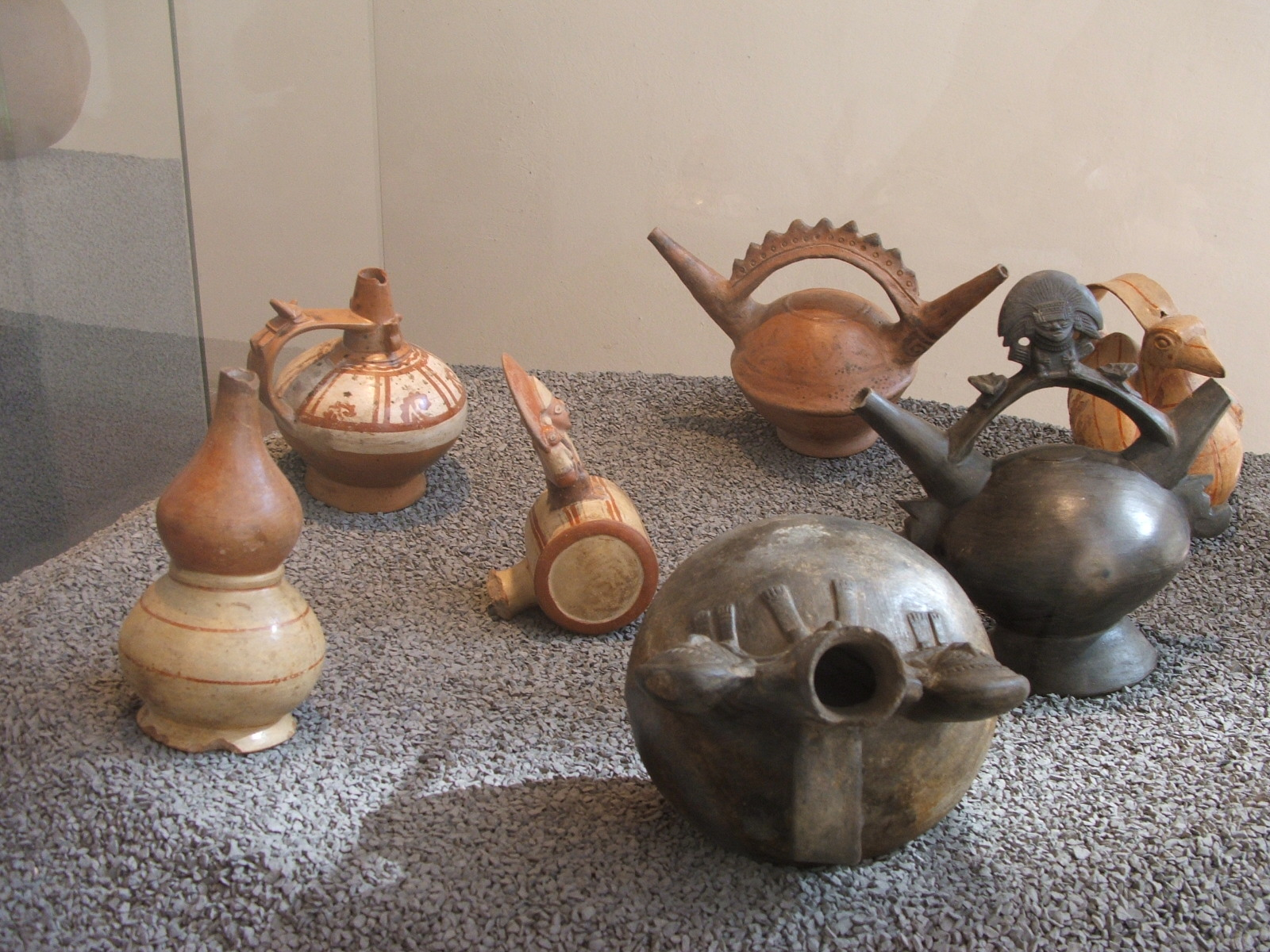
Ацтекская керамика, Музей культур мира, Генуя
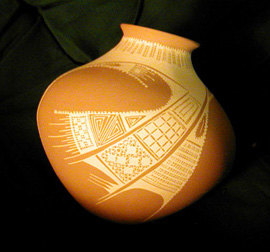
Современная керамика из Мата-Ортис, автор Хуан Кесада

### Южная Америка

Южноамериканская керамика
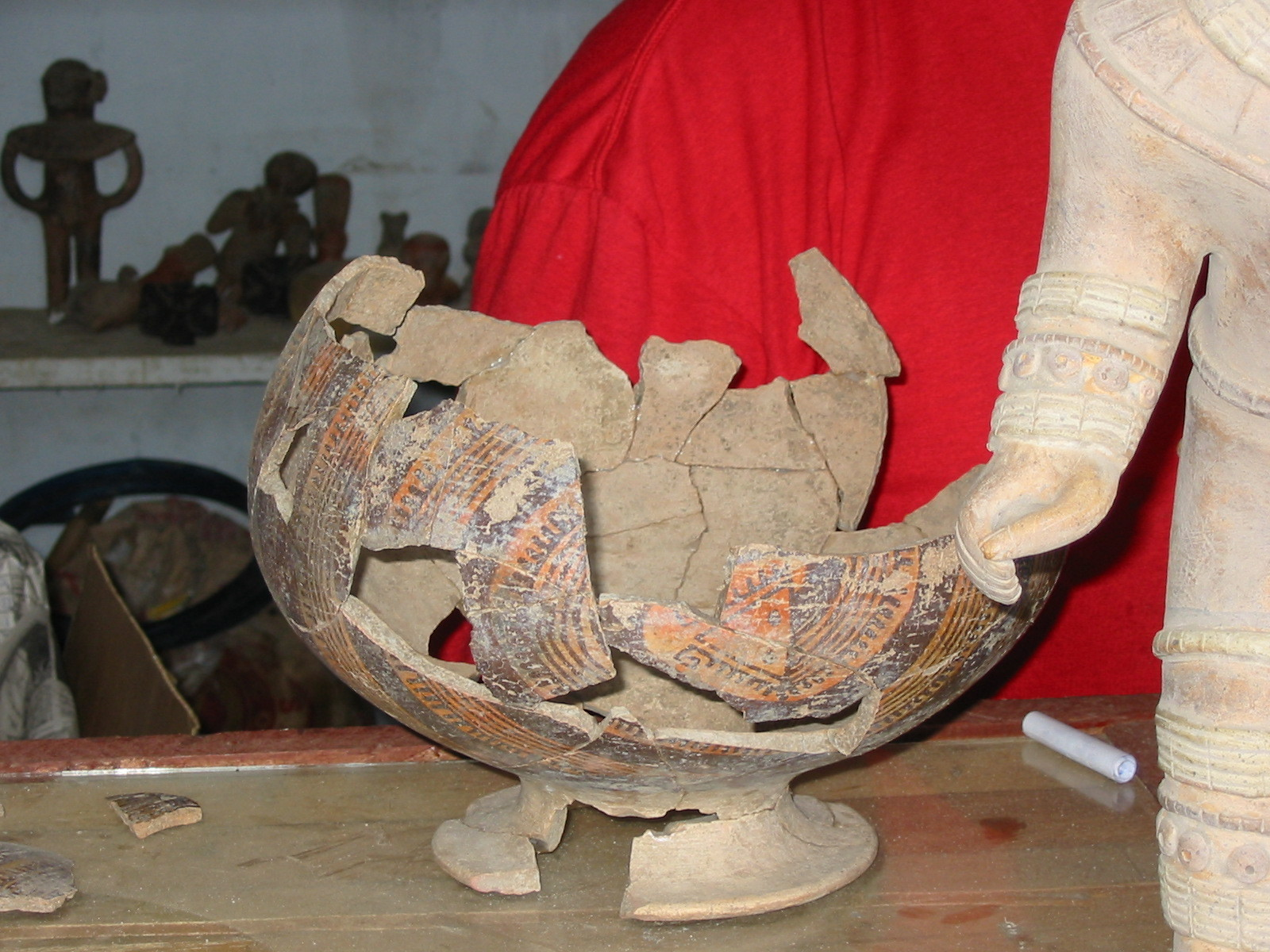
Древнейшая керамика Америки, культура Вальдивия
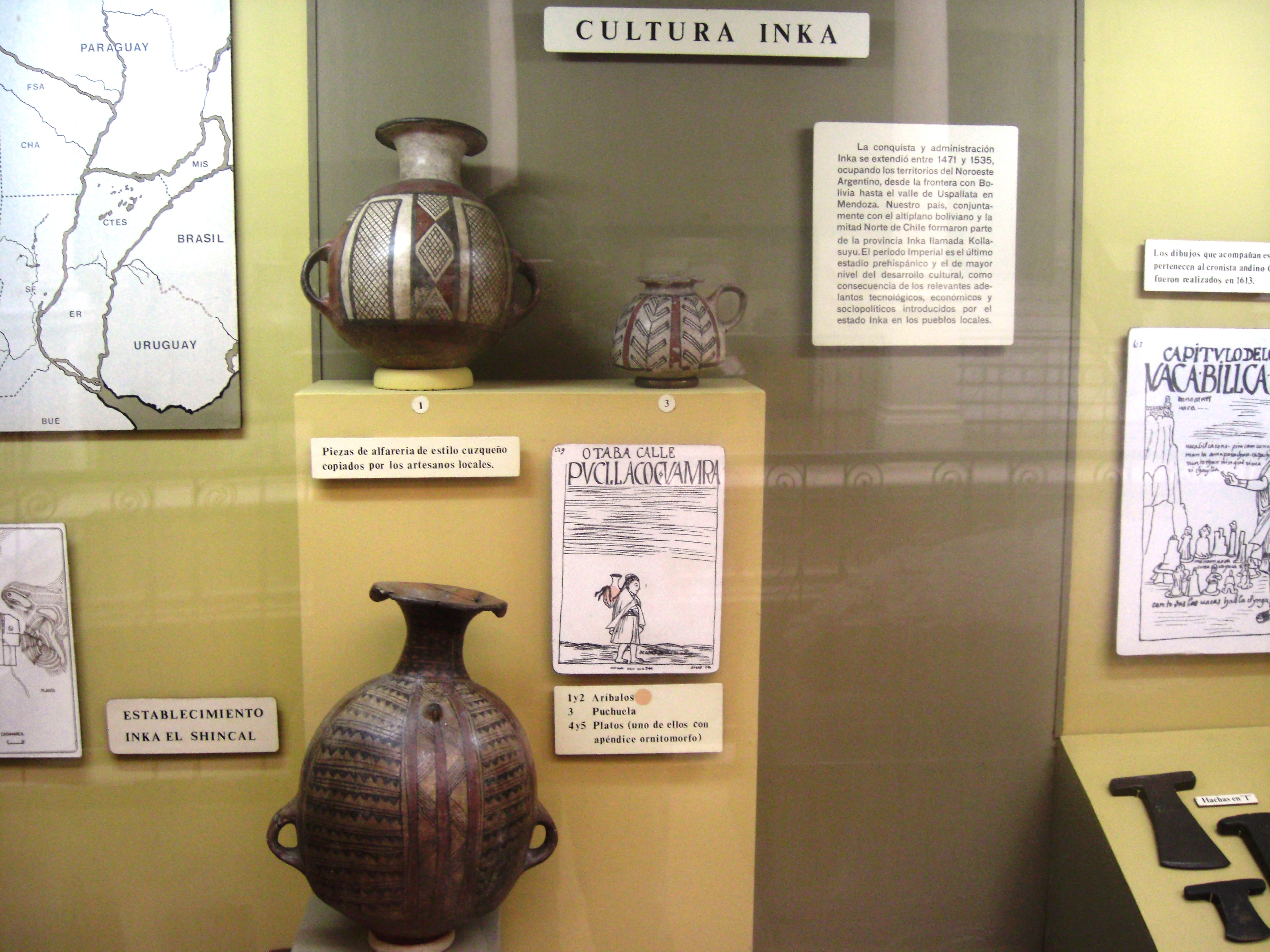
Керамика инков с раскопок г. Шинкаль, музей Ла-Платы, Аргентина
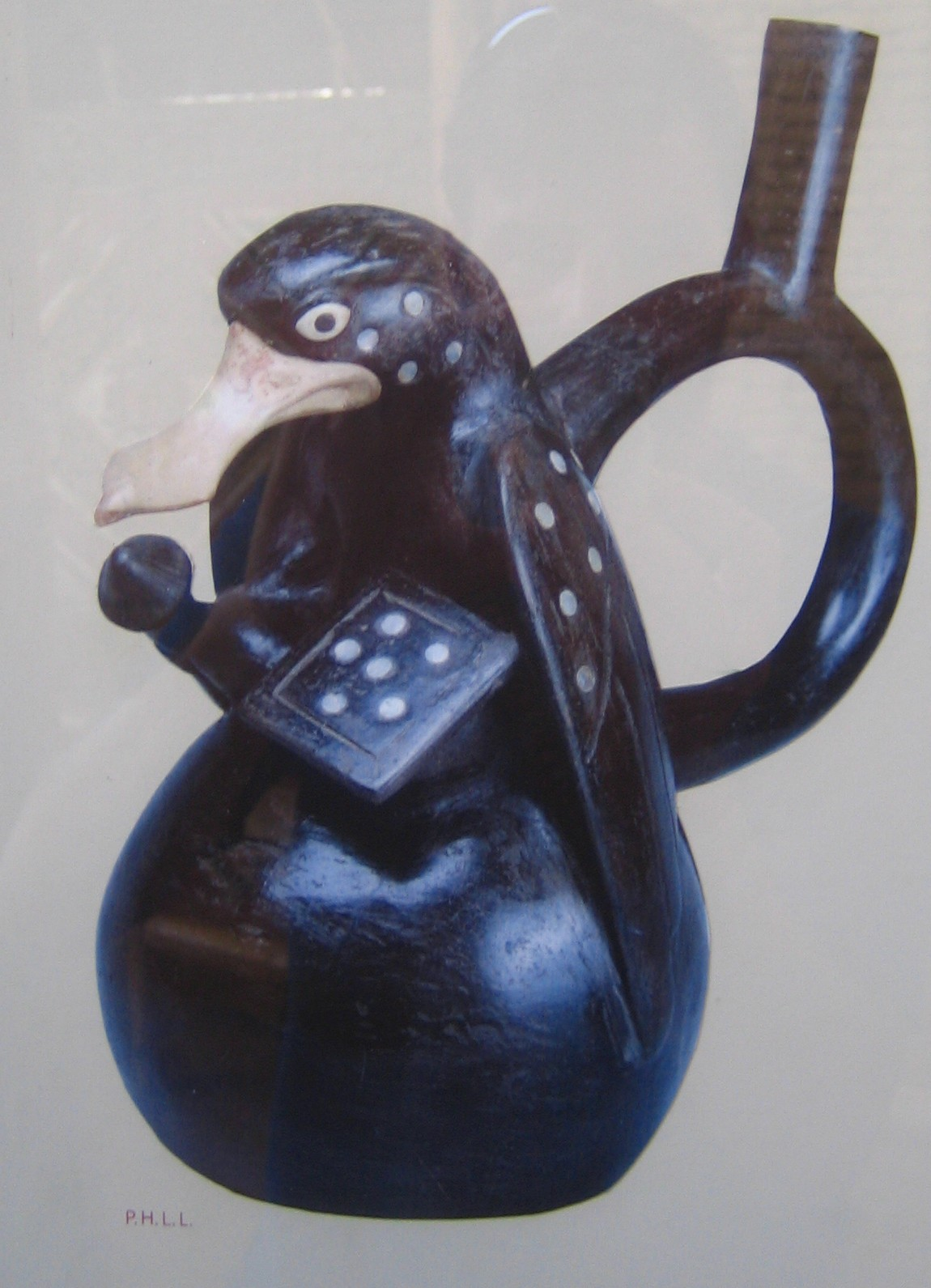
Сосуд с ушком и носиком, культура Моче
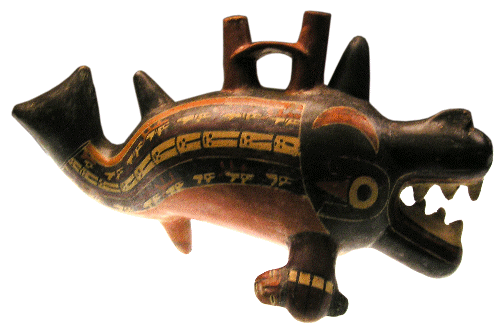
Гуако — специфические сосуды культуры Наска
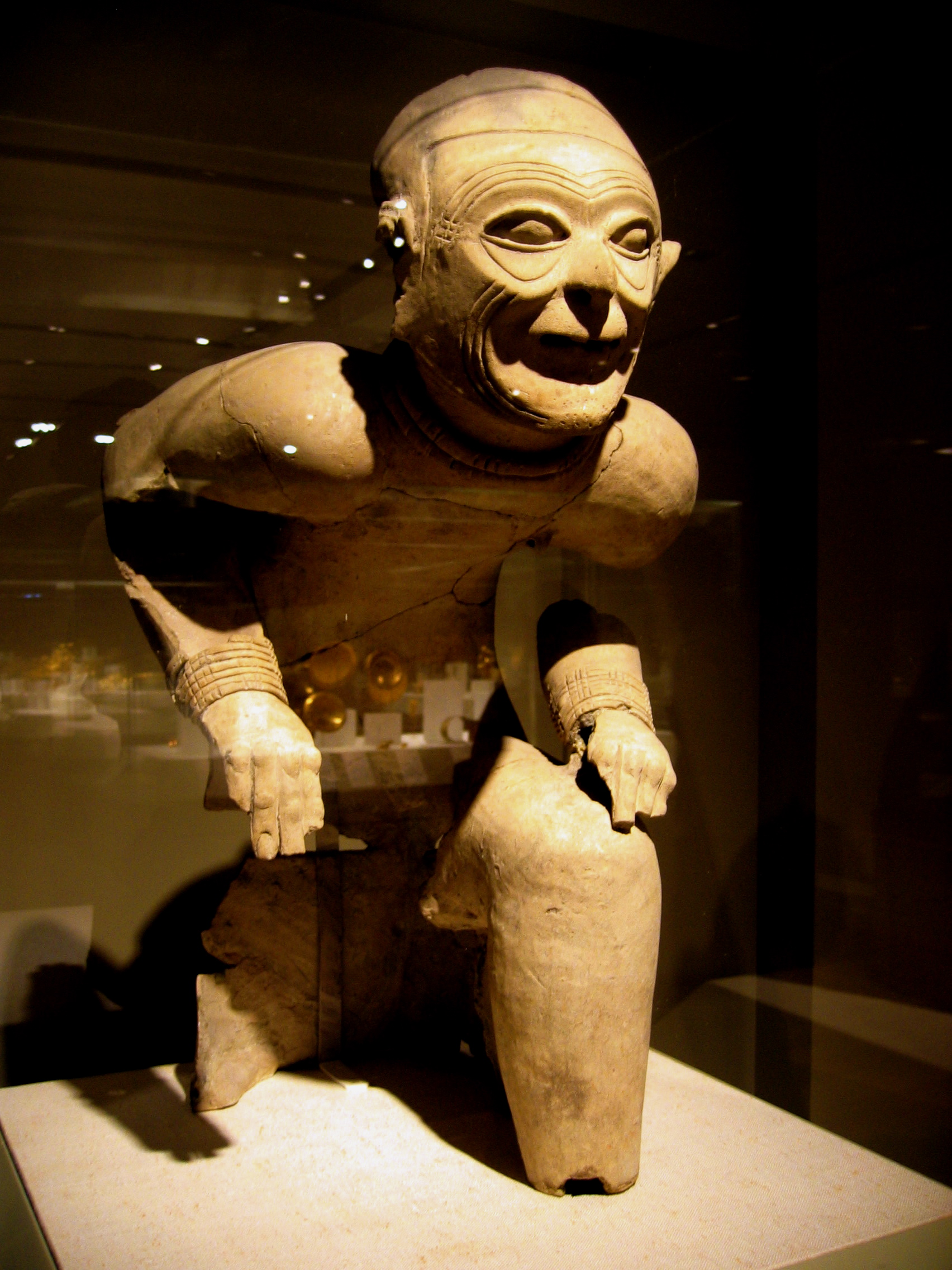
Керамическая фигурка из Ла-Толиты, Эквадор
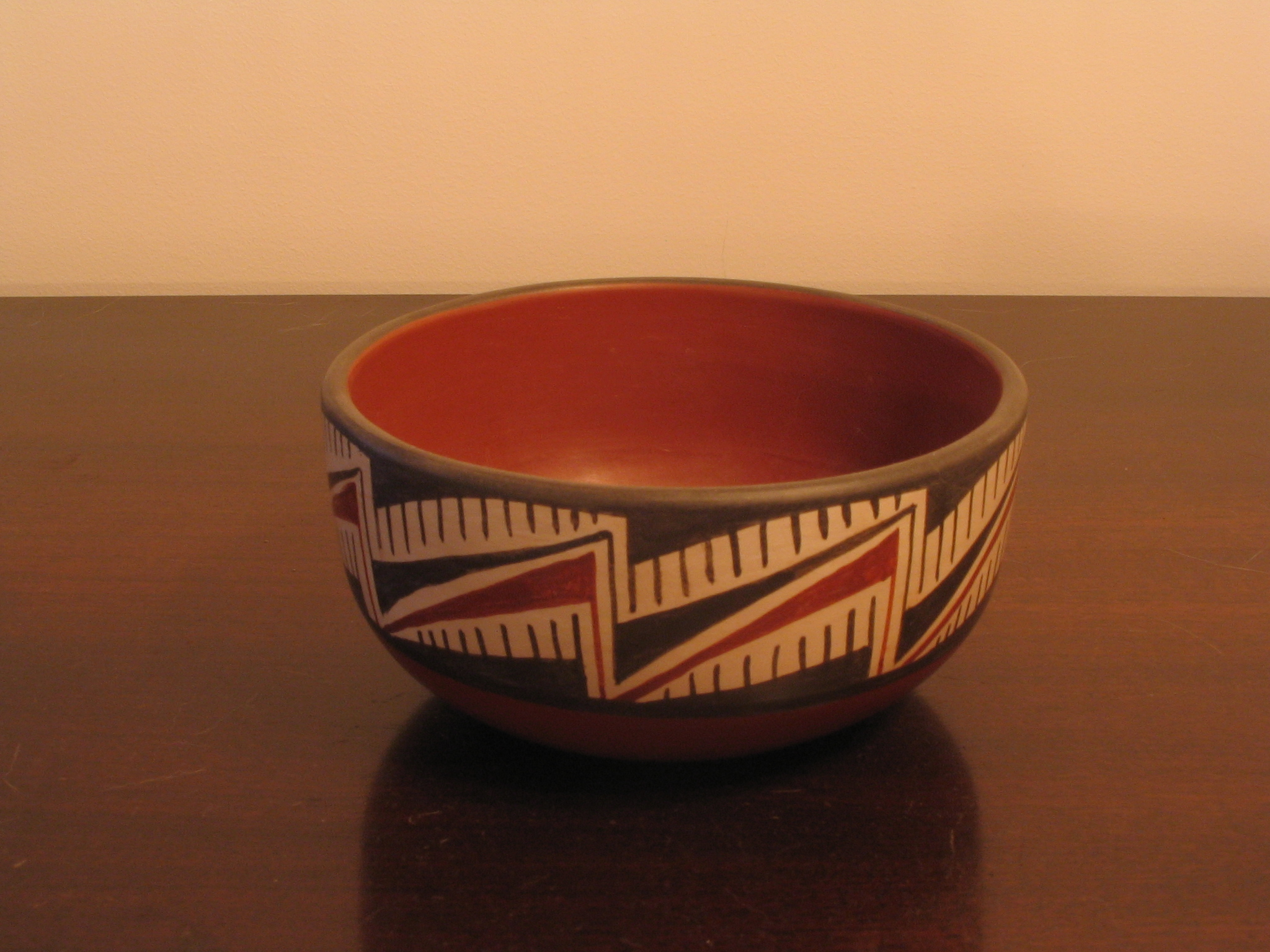
Копия чаши культуры диагита, север Чили
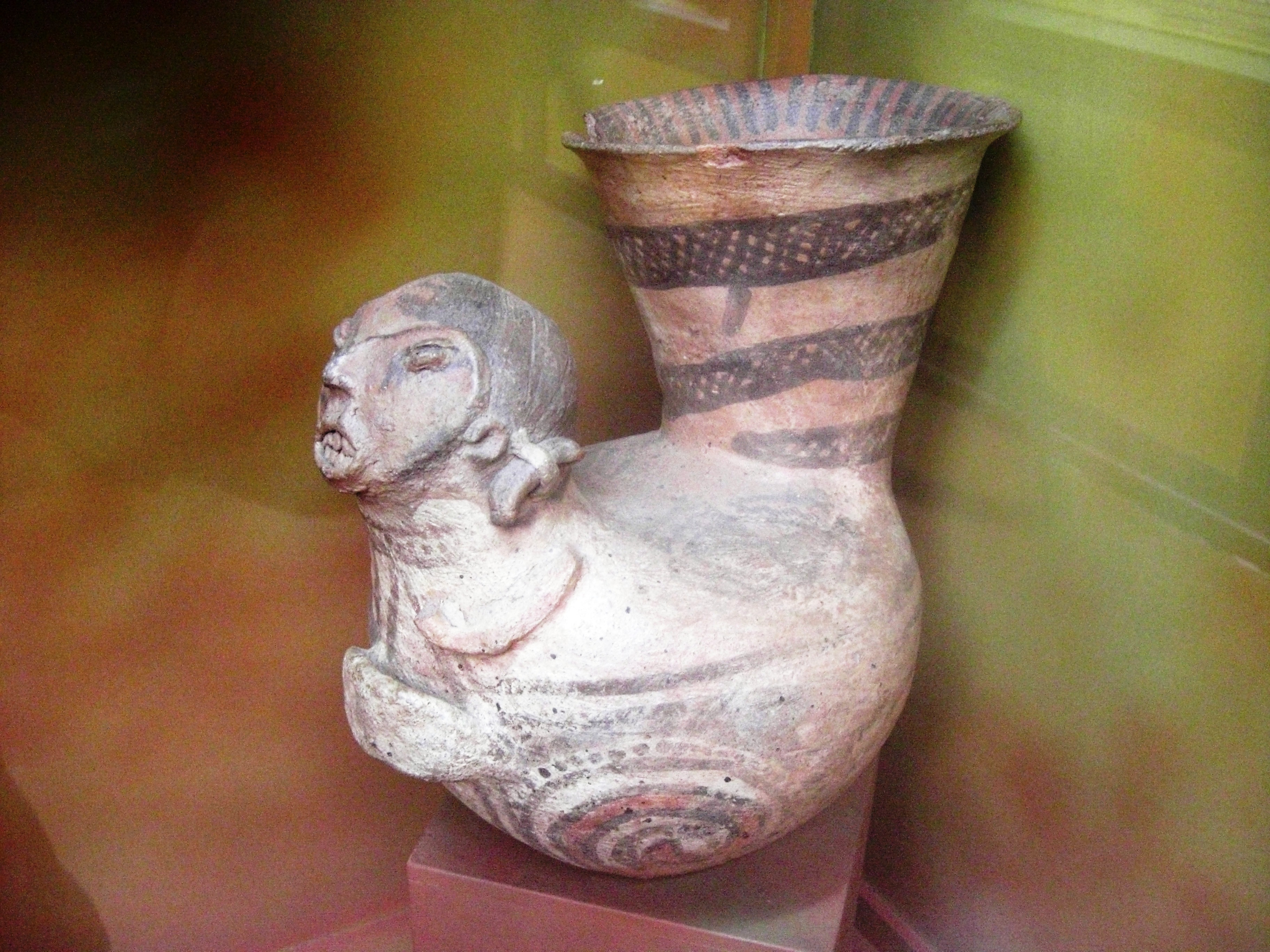
Сосуд индейцев-кальчаки, группа диагита. Музей Ла-Платы (Аргентина)
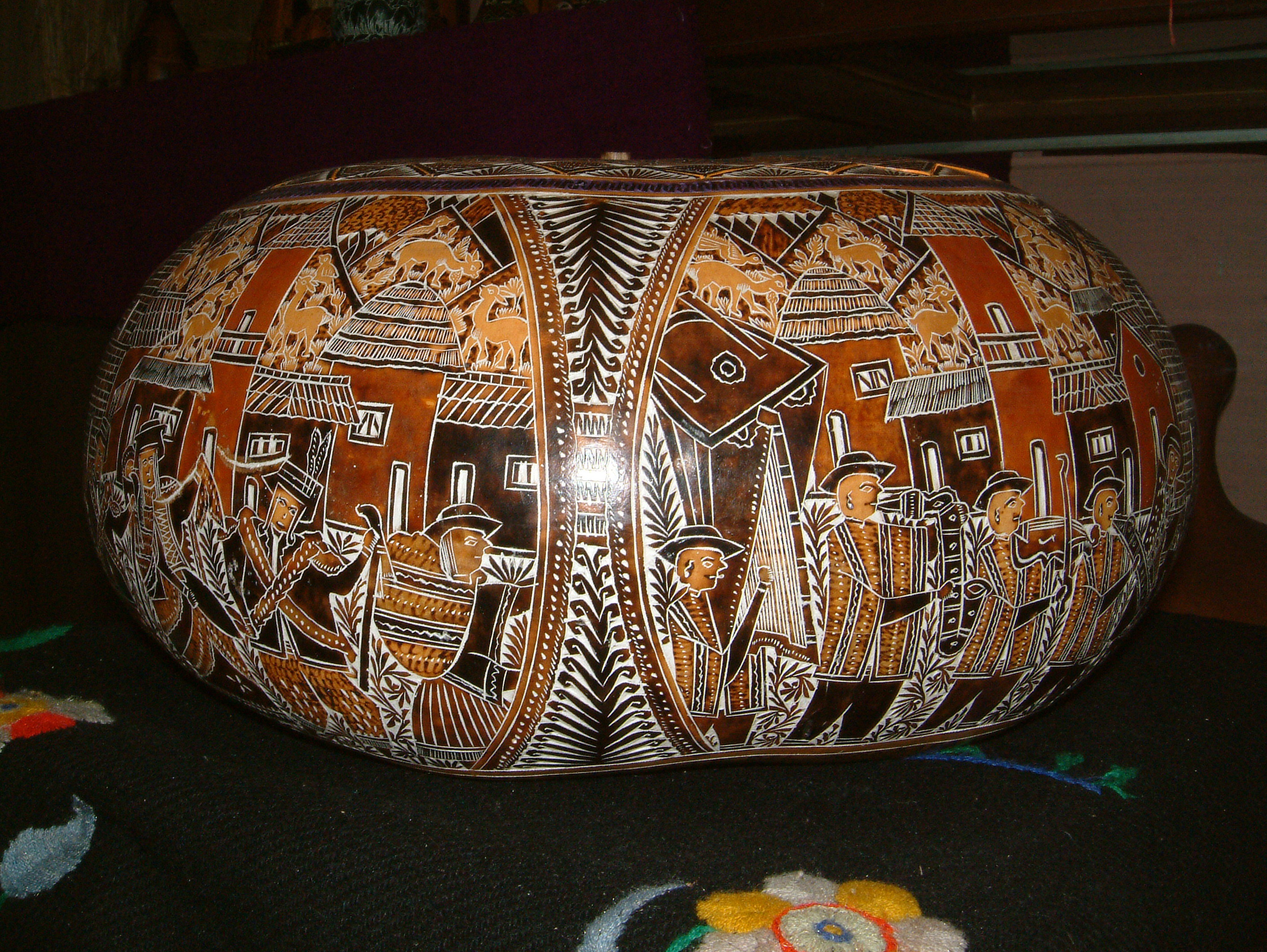
Современный перуанский калабас
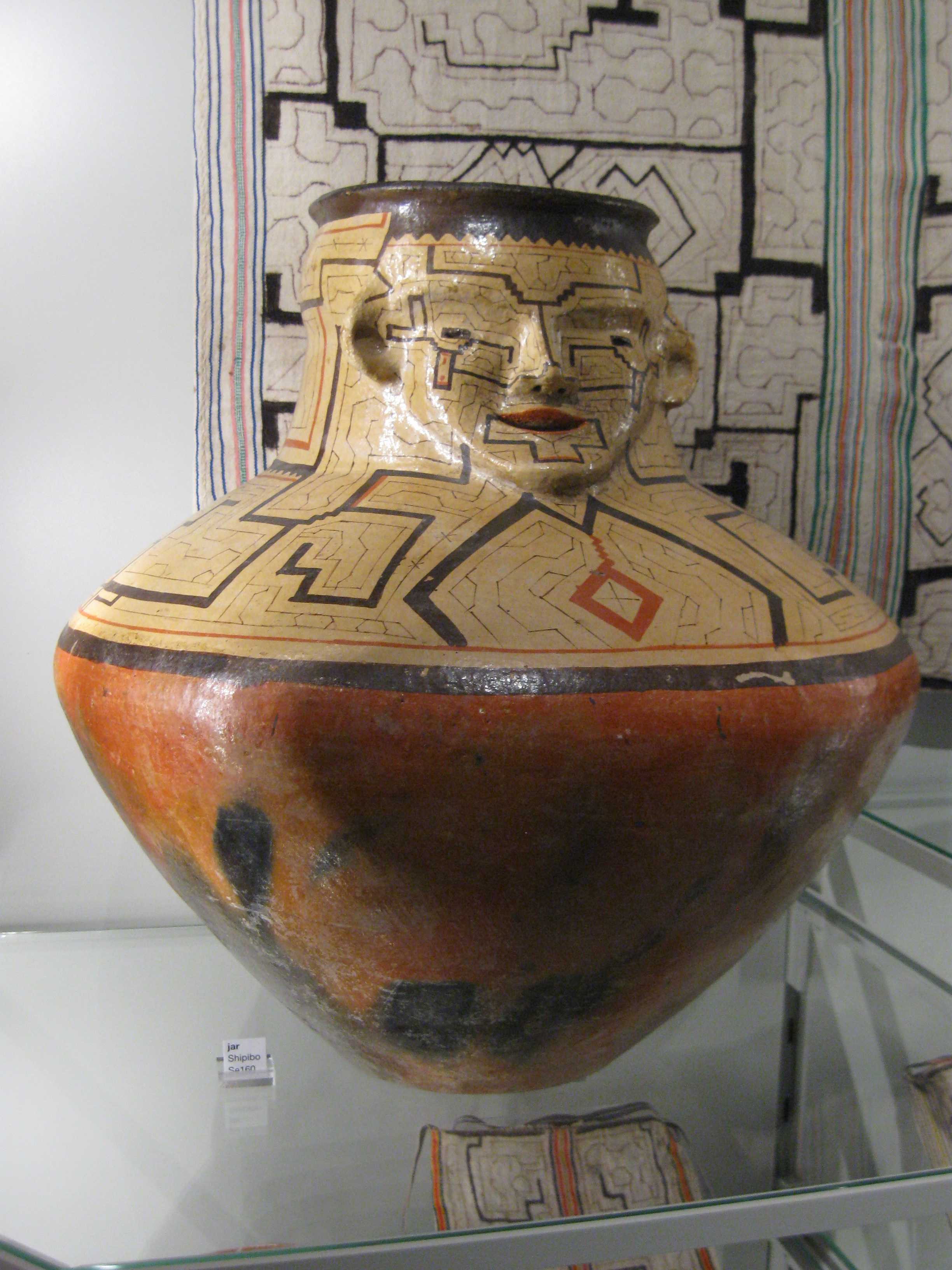
Сосуд племени шипибо